# Hôtel des Ambassadeurs
L'hôtel des Ambassadeurs est un ancien hôtel de Vichy, aujourd'hui transformé en résidence privée.

## Localisation
L'hôtel est situé dans le quartier thermal de la ville, au 1 rue du Parc et place Joseph-Aletti en face de l'opéra, contigu à l'Aletti Palace et à proximité immédiate du parc des Sources.

## Description
Certaines pièces du rez-de-chaussée avec leur décor sont inscrits depuis le 4 mars 1991 au titre des monuments historiques : le grand hall d'entrée avec ses luminaires, son escalier et ses verreries de Francis Chigot, le grand salon, le petit salon avec son décor peint, l'ancienne salle de restaurant et le patio.

## Historique
L'hôtel est construit en 1858 mais dès 1866 il est agrandi et restructuré. Hôtel réputé, il figure alors dans les premiers guides touristiques de l'époque. En 1890, il est l'un des premiers à être équipé d'un ascenseur et du téléphone. Il dispose alors d'une salle des fêtes pouvant accueillir plus de 500 personnes. En 1897, les chambres sont équipées de chauffage (la plupart des hôtels fonctionnant pendant la saison d'été n'en sont alors pas équipés). En 1900, son propriétaire, M. Roubeau, y fait installer l'éclairage électrique. Il dispose de villas annexes, autour de l'hôtel ou des familles entières peuvent être hébergées tout en bénéficiant des services de l'hôtel, comme le Castel flamand au 1 et 2 rue de Belgique, et trois villas rue de Russie, reliées à l'hôtel par des passages souterrains.
Pendant la Première Guerre mondiale, il est transformé en hôpital militaire et sous le régime de Vichy en 1940, il abrite le corps diplomatique (son nom d'hôtel des Ambassadeurs était antérieur) ; huit ambassadeurs et 24 envoyés extraordinaires ou ministres plénipotentiares étaient alors présents à Vichy.
L'hôtel ferme définitivement en 1989 et est transformé en immeuble avec appartements privés en 1998. 
Il est inscrit partiellement au titre des monuments historiques par arrêté du 4 mars 1991. Éléments protégés : les pièces du rez-de-chaussée avec décor : grand hall d'entrée avec ses luminaires, son escalier et ses verreries de Francis Chigot ; grand salon ; ancienne salle de restaurant ; petit salon avec son décor peint ; patio.

## Galerie photo

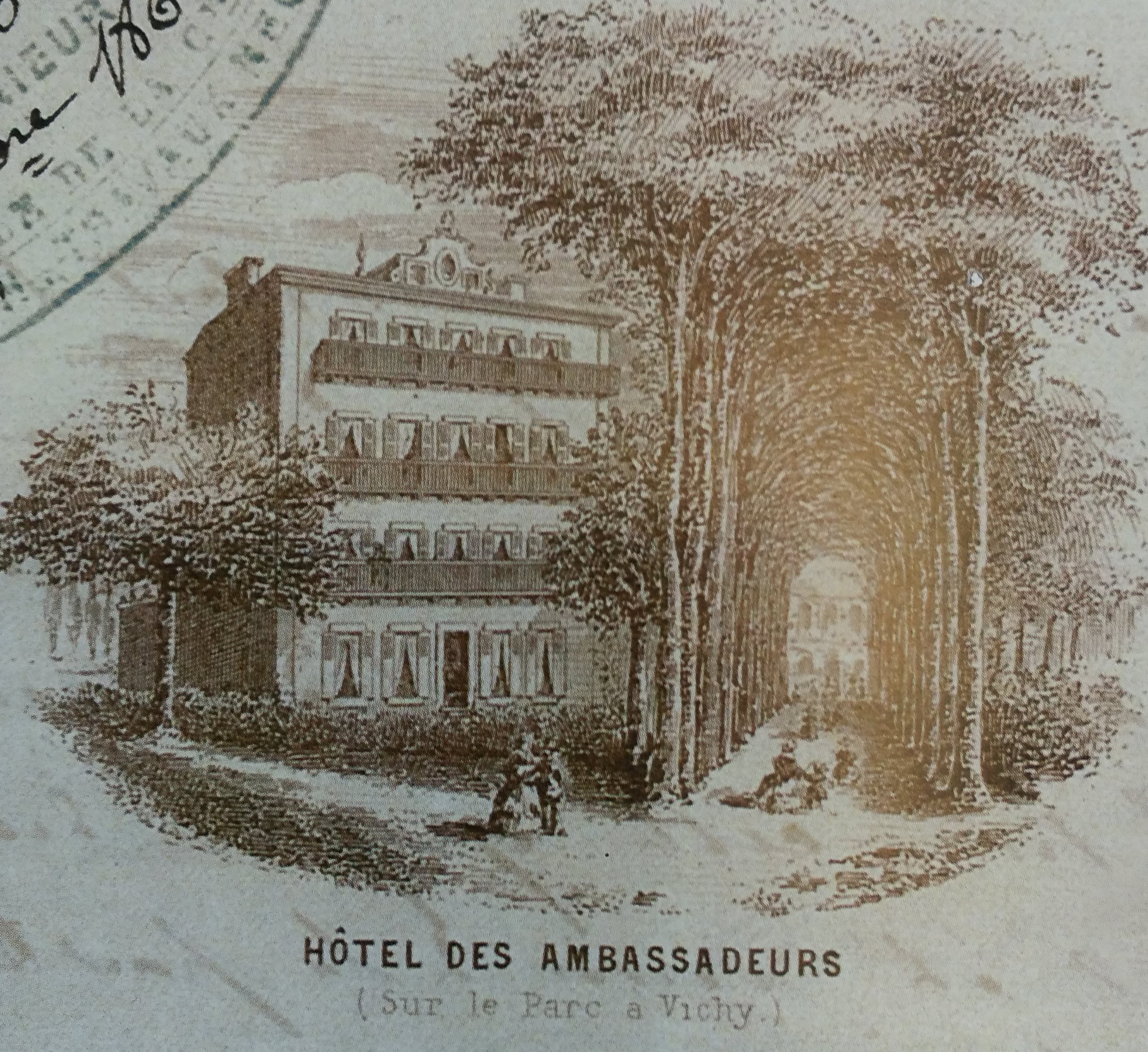
Le premier hôtel des Ambassadeurs avant sa reconstruction.
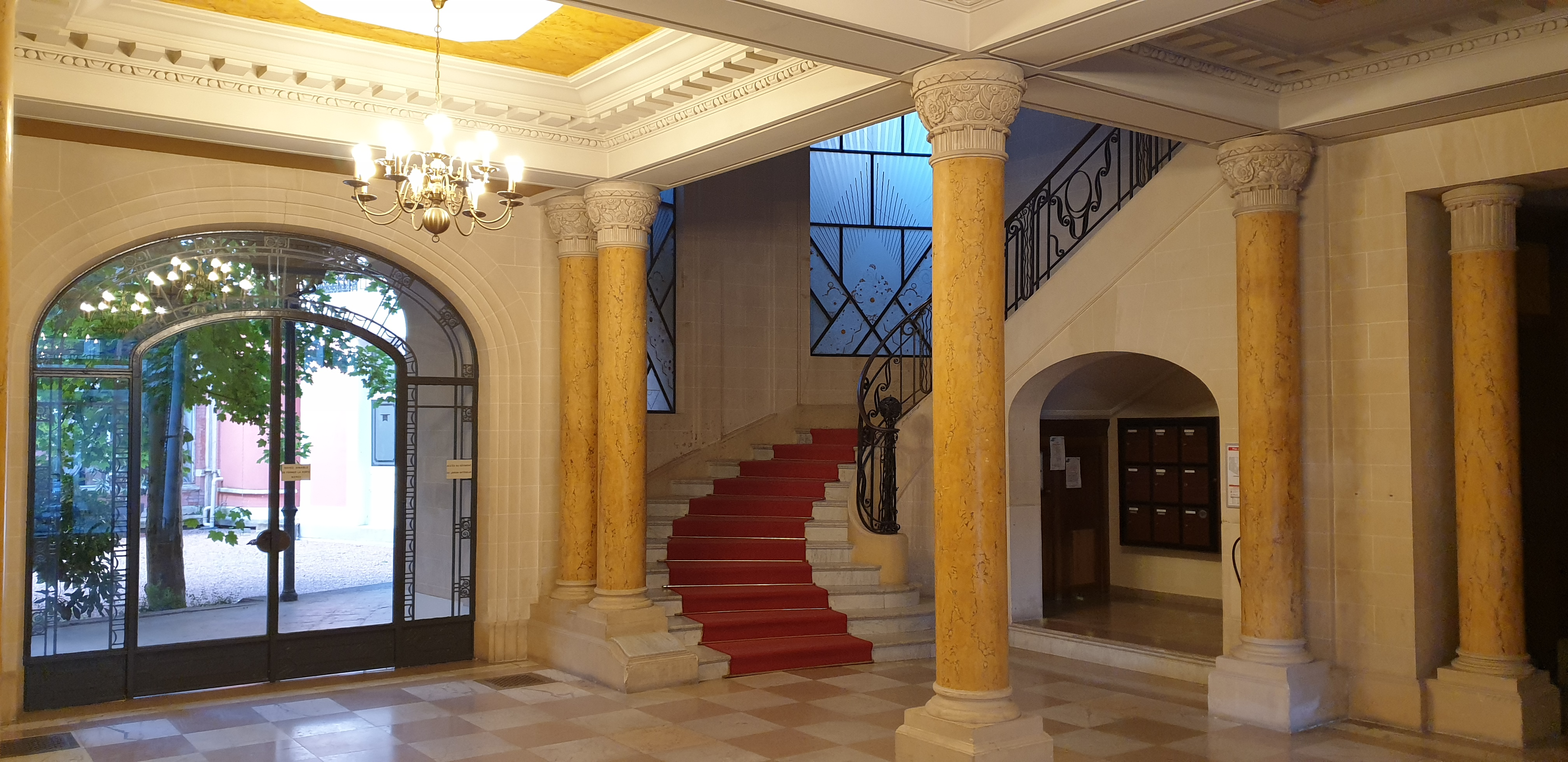
Le grand hall d'entrée avec ses luminaires, son escalier et ses verreries de Francis Chigot.
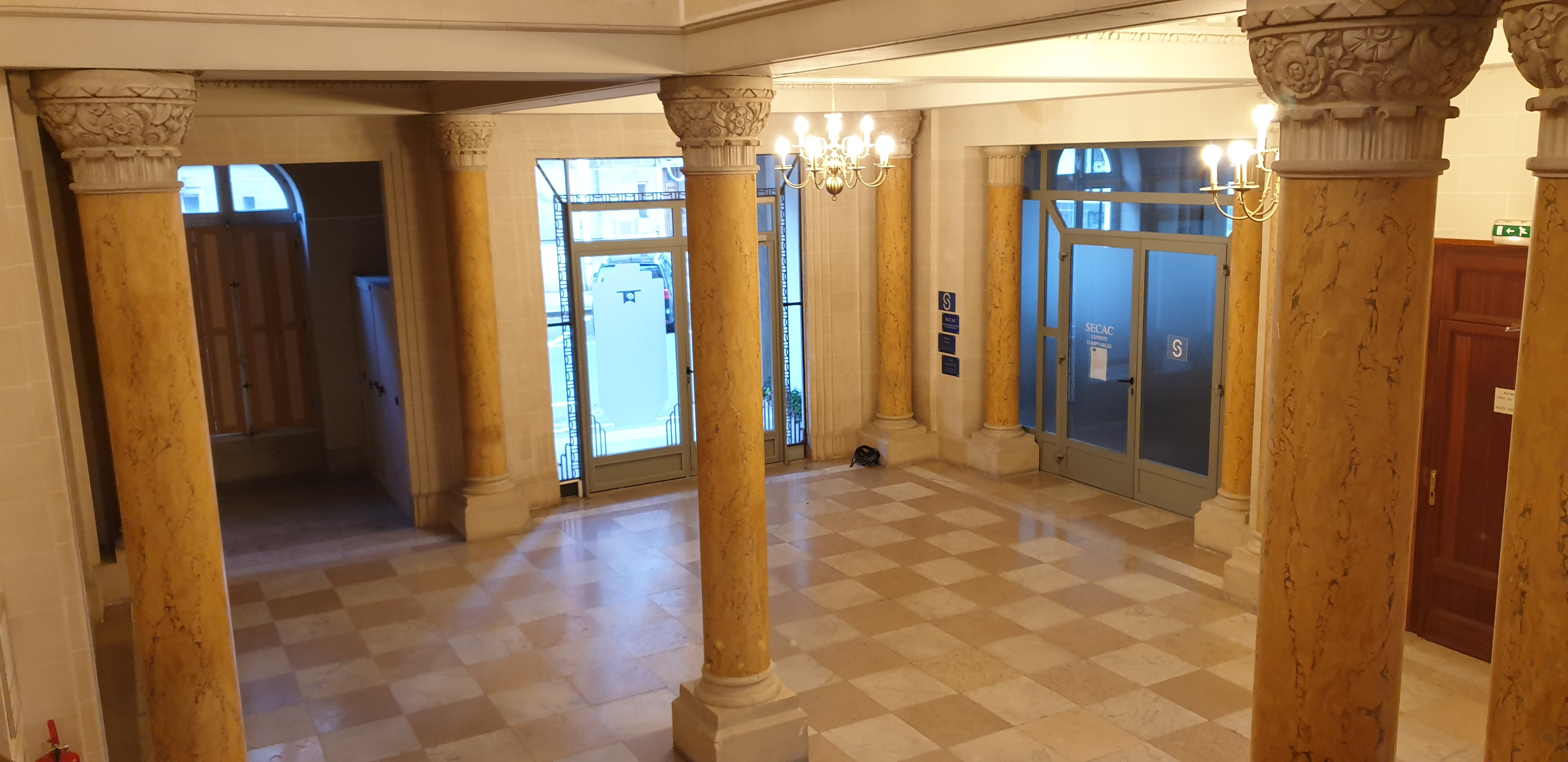
Le grand hall vu depuis l'escalier.